# فرانکنبرگ (هسن)
شهر فرانکنبرگ در ایالت هسن در کشور آلمان واقع شده‌است.

## نگارخانه

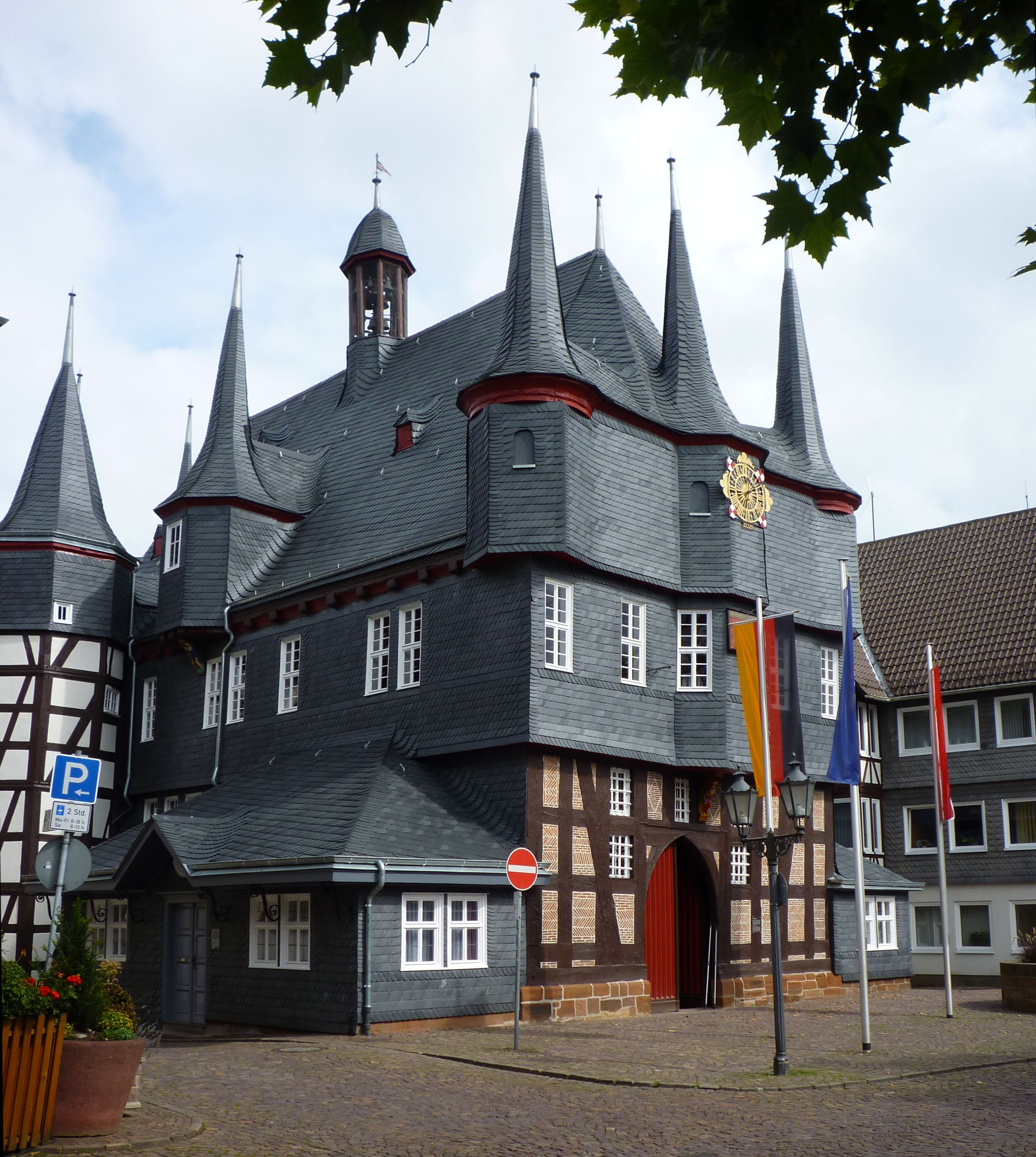
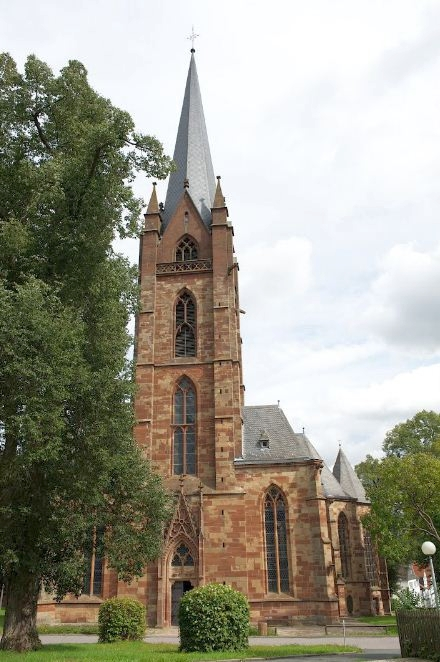
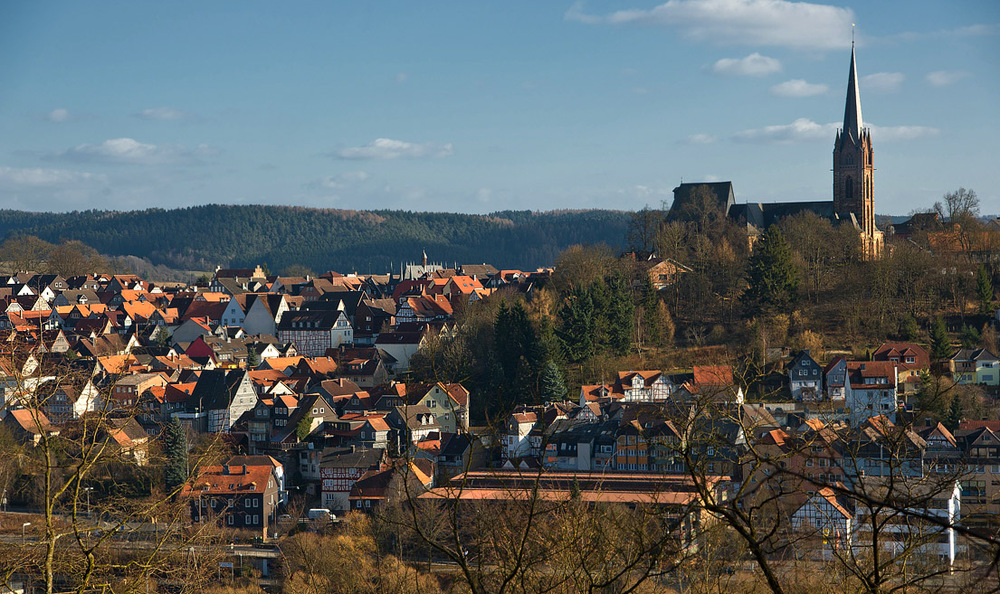